# Valea Bolvașnița
Valea Bolvașnița – wieś w Rumunii, w okręgu Caraș-Severin, w gminie Mehadia. W 2011 roku liczyła 745 mieszkańców. 